# Pseudatrichia unicolor
Pseudatrichia unicolor är en tvåvingeart som beskrevs av Daniel William Coquillett 1900. Pseudatrichia unicolor ingår i släktet Pseudatrichia och familjen fönsterflugor.
Artens utbredningsområde är New Mexico. Inga underarter finns listade i Catalogue of Life.